# On the Town (musical)
On the Town és un musical amb música de Leonard Bernstein i llibret i lletres de Betty Comden i Adolph Green, basat en la idea de Jerome Robbins per al seu ballet Fancy Free de 1944, que ell havia ambientat amb la música de Bernstein. El musical va introduir diverses cançons populars i clàssiques, entre elles "New York, New York", "Lonely Town", "I Can Cook, Too" (per a la qual Bernstein també va escriure la lletra) i "Some Other Time". La història es refereix a tres mariners en un permís de 24 hores a la ciutat de Nova York durant la guerra de 1944. Cadascun dels tres mariners troba i es connecta ràpidament amb una dona.
On the Town es va produir per primera vegada a Broadway el 1944 i es va convertir en una pel·lícula el 1949, tot i que la pel·lícula va substituir tots els números originals de Broadway, excepte quatre, per d'altres escrits a Hollywood. L'espectacle ha tingut diverses revivals importants. El musical integra la dansa en la narració: Robbins va realitzar diversos ballets i va ampliar seqüències de ball per a l'espectacle, inclòs el ballet "Imaginary Coney Island".

## Rerefons
El ballet de Jerome Robbins Fancy Free (1944), amb música de Leonard Bernstein, va ser un èxit per a l'American Ballet Theatre i per a Oliver Smith, que va dissenyar els decorats; el seu soci comercial, Paul Feigay, va pensar que el ballet es podria convertir en un musical de Broadway. Van convèncer Robbins i Bernstein, que al seu torn volien que els seus amics Comden i Green escrivissin el llibre i les lletres. Quan es va afegir el director George Abbott al projecte, es va aconseguir el finançament, inclòs el finançament de l'estudi de cinema MGM a canvi dels drets de la pel·lícula.

## Produccions

### Broadway
On the Town es va estrenar a Broadway al Adelphi Theater el 28 de desembre de 1944, dirigit per George Abbott i amb coreografia de Jerome Robbins. Es va tancar el 2 de febrer de 1946, després de 462 representacions. La producció va estar protagonitzada per John Battles (Gabey, que va substituir Kirk Douglas abans de les funcions de prova), Cris Alexander (Chip), Nancy Walker (Hildy), Sono Osato (Ivy), Betty Comden (Claire), i Adolph Green (Ozzie). El director musical era Max Goberman. La producció original d'On the Town va ser notable pel seu repartiment racialment divers i per evitar intencionadament els estereotips racials. El ballarí japonès-nord-americà Sono Osato va actuar com a Ivy; hi havia sis afroamericans al repartiment que eren tractats com a part de la ciutadania; i nou mesos després, el director negre Everett Lee es va fer càrrec del podi.
El primer revival de Broadway es va estrenar al Imperial Theatre el 31 d'octubre de 1971 i es va tancar l'1 de gener de 1972 després de 73 representacions. Donna McKechnie, Phyllis Newman, i Bernadette Peters van coprotagonitzar-la com a Ivy, Claire i Hildy. El director i coreògraf era Ron Field. Peters va rebre una nominació al premi Tony de 1972 a la millor actriu de repartiment en un musical. En la seva revisió del New York Times, Clive Barnes va escriure: "el llibre i les lletres ... tenen facilitat i algunes rialles decents ... La música ... s'ha desgastat menys, massa de les balades nostàlgiques sonen com sub-Puccini filtrades per Glenn Miller ... Mr. Field ha posat en escena els números musicals amb entusiasme i imaginació, però, amb respecte, no és cap tremolor com a coreògraf ... On Mr. Field té més èxit és en les actuacions dels seus sis protagonistes, i les dones són notablement millors que Els homes. el millor de tot és Bernadette Peters com la taxista nasal del Bronx ... Phyllis Newman i Claire també van ballar i cantar amb l'estil i el gust adequats. Donna McKechnie va fer una dolça i talentosa Ivy Smith."
El segon revival de Broadway es va obrir el 19 de novembre de 1998 i va durar 69 representacions. Això va començar com una producció estival del Public Theater; l'espectacle fet ús de la seva seu, el Delacorte Theater a Central Park en formes úniques que va portar als crítics a menysprear l'edició subsegüent a un teatre de Broadway com sense vida i suau en comparació. L' actuació de Lea Delaria com a taxista Hildy (i sobretot la seva interpretació de "I Can Cook, Too") va guanyar grans elogis, amb Ben Brantley escrivint "Treballant pels sentits dobles picants i eld adorns de I Can Cook Too, la crida d'aparellament de Hildy en un solp, la senyora DeLaria es converteix en una captiva obligada de tots els que la miren." va ser nominada al premi Tony de 1999 com a millor actriu destacada en un musical; Lea Delaria va ser nominada al premi Drama Desk com a actriu de repartiment destacada en un musical i va guanyar el premi Theatre World.
Un nou revival a Broadway es va estrenar ir al the Lyric Theatre el 20 de setembre de 2014 en prèvies i oficialment el 16 d'octubre, dirigida per John Rando amb coreografia de Joshua Bergasse. El repartiment comptava amb Jay Armstrong Johnson (Xip), Tony Yazbeck (Gabey) i Clyde Alves (Ozzie), i Megan Fairchild (Ivy), Alysha Umphress (Hildy), i Elizabeth Stanley (Claire) com les tres dones a la vida dels mariners, així com Jackie Hoffman (Madame Dilly), Michael Rupert (Judge Pitkin), i Allison Guinn (Lucy Schmeeler). El 2014 es va enregistrar un àlbum de repartiment als estudis Audio Paint Studios de Nova York. La producció es va tancar, després de 28 funcions prèvies i 368 representacions regulars, el 6 de setembre de 2015.

### Altres produccions als Estats Units
Una producció d'On the Town es va estrenar el juny de 2013 a la Barrington Stage Companyia de Massachusetts. John Rando va dirigir la producció i Joshua Bergasse va fer una coreografia. La producció va estar protagonitzada per Tony Yazbeck (Gabey), Clyde Alves (Ozzie), Jay Armstrong Johnson (Xip), Alysha Umphress (Hildy), Deanna Doyle (Ivy), Elizabeth Stanley (Claire), Michael Rupert (jutge Pitkin), Allison Guinn (Lucy Schmeeler) i Nancy Opel (Madame P. Dilly). En la seva ressenya, Ben Brantley va escriure: "La producció de John Rando d'On the Town, el musical de 1944 sobre tres mariners a terra de marxa a la ciutat de Nova York, és un d'aquests rars avivaments que ens recorden de què es tractava originalment un programa de gran èxit. L'alegria de la producció del senyor Rando es troba en el seu aire d'eficàcia eròtica ".
Al festival Encores! es va presentar un concert escenificat al New York City Center del 19 de novembre del 2008 al 23 de novembre del 2008, com a part d'una celebració a la ciutat del 90è aniversari de Leonard Bernstein. John Rando n'era el director, Warren Carlyle el coreògraf, amb un repartiment que comptava amb Justin Bohon (Chip), Christian Borle (Ozzie), Tony Yazbeck (Gabey), Jessica Lee Goldyn (Ivy), Leslie Kritzer (Hildy Esterhazy), Jennifer Laura Thompson (Claire De Loone), i Andrea Martin (Madame P. Dilly).
En revisar aquesta producció, Charles Isherwood va escriure: "La producció és rica en dansa ... i actuacions guanyadores (en particular de Tony Yazbeck com a l'encantador mariner Gabey, i una devoradora de paisatges Andrea Martin com a professora de veu), però és la més rica de tot en música. Hi ha diverses seqüències de ballet, repeticions instantànies, cançons de jazz pop, paròdies clàssiques i balades enlairades ".

### Londres
La primera producció londinenca d'On the Town es va estrenar al Prince of Wales Theatre el 30 de maig de 1963 i va tenir 63 representacions. Va ser dirigida i coreografiada per Joe Layton i protagonitzada per Elliott Gould i Don McKay. Els principals papers femenins van ser assumits per dues nord-americanes, Carol Arthur i Andrea Jaffe, i una actriu anglesa, Gillian Lewis. No va ser un moment propici per als nous musicals a Londres, donats els dramàtics desenvolupaments de la música popular britànica aquell any. Un mes abans, el musical She Loves Me de Bock i Harnick havia estrenatt a Broadway i havia fet unes 300 representacions, però va fracassar quan va arribar a Londres el 1964, sobretot perquè la gent pensava que el títol tenia alguna cosa a veure amb els Beatles.
El 1992, Michael Tilson Thomas va dirigir l'Orquestra Simfònica de Londres i un repartiment estrellat d'actors d'òpera i teatre en una versió de concert semi-escenificada produïda per Deutsche Grammophon i enregistrada per a CD i vídeo. El vídeo també es va emetre a la sèrie de la PBS Great Performances. Entre els participants hi havia Frederica von Stade, Thomas Hampson, Tyne Daly, Cleo Laine, David Garrison, Samuel Ramey, i, com a narradors i intèrprets, els mateixos Comden i Green. Els enregistraments resultants van incloure material retallat en diverses etapes del desenvolupament del musical. Thomas va reviure aquesta edició de concerts de l'obra el 1996 amb la Simfonia de San Francisco, amb molts dels mateixos intèrprets.
On The Town formava part del repertori de l'English National Opera, representant-la del 20 d'abril al 25 de maig de 2007, al London Coliseum, amb Caroline O'Connor com a Hildy, amb coreografies de Stephen Mear
Com a part de la seva temporada 2017, el Regent's Park Open Air Theatre va posar en escena On The Town, dirigit i coreografiat per Drew McOnie; es presenta com el musical de dansa més gran que s'ha representat mai al teatre.
El 25 d'agost, centenari exacte del naixement de Bernstein, es va presentar al Royal Albert Hall de Londres, en el marc dels Proms de 2018, una versió de concert semi-escenificada. L'Orquestra Simfònica de Londres va ser dirigida per John Wilson.

## Versió cinematogràfica de 1949
La pel·lícula MGM es va estrenar el 8 de desembre de 1949. La protagonitzaven Gene Kelly com a Gabey (que també la va codirigir amb Stanley Donen), Frank Sinatra com a Chip i Jules Munshin com a Ozzie, a més d'Vera-Ellen (Ivy) i Betty Garrett (Hildy). La pel·lícula prescindia de moltes de les cançons de Bernstein, conservant-ne quatre, inclosa "New York, New York," i substituïa les altres per cançons noves amb música de Roger Edens i lletres de Comden i Green.

## Sinopsi
Acte I
Un quartet de treballadors de les drassanes es lamenta davant l'inici d'una nova jornada laboral ("I Feel Like I'm Not Out of Bed Yet"). El xiulet toca a les 6 del matí i surten tres mariners: Ozzie, Chip i Gabey, emocionats pel permís de 24 a terra ("New York, New York"). A Chip li fa il·lusió veure totes les vistes que li va explicar el seu pare després del seu viatge a Nova York el 1934, amb la seva guia de deu anys al seu costat. A Ozzie li interessa trobar una cita (o diverses) perquè les dones de Manhattan són les més boniques del món. Gabey busca una noia especial, amb sort, que li recordi a la seva xicota de 7è, Minnie Frenchley. Al metro, els tres veuen un pòster d'Ivy Smith, "Miss Turnstiles" del mes de juny. Gabey, superat per l'amor per la fotografia, l'agafa i se la queda. Una senyora vella li diu amb ràbia que el detindran per vandalisme i els tres fugen.
Gabey vol conèixer Ivy Smith, malgrat les protestes de Chip que la ciutat és massa gran perquè puguin passar coses així. Ozzie, relatant un incident on Gabey els va salvar la vida, convenç a Chip per ajudar-la a trobar-la. Chip està d'acord amb mala gana i Ozzie ensenya a Gabey sobre què fer un cop es troba amb Ivy ("Gabey's Comin'," interpretat en el revival de Broadway del 2014). Els tres es separen, Gabey al Carnegie Hall, Ozzie al Museum of Modern Art i Chip a la "gent del metro". Els tres s'imaginen com ha de ser la senyoreta Turnstiles i es realitza un ballet en què Ivy demostra totes les seves diferents habilitats contradictòries.
La senyora vella troba un policia i els dos persegueixen els mariners.
Una jove taxista anomenada Hildy és trobada adormida al seu taxi pel seu enfadat cap S. Uperman. L'acomiada i li diu que torni el taxi en una hora o trucarà a la policia. A la recerca d'una última tarifa, es troba amb Chip. És amor a primera vista, almenys per Hildy. Ella besa amb força a Chip, però Chip no vol res més que trobar a Ivy. Hildy el tempta a fer un recorregut per la ciutat, però tots els llocs on vol anar (l'Hipòdrom, el Forrest Theatre per veure Tobacco Road, el New York City Aquarium, i el Woolworth Building) o ja no existeixen o ja no són notables. L'únic lloc on Hildy vol endur-se Chip és el seu apartament ("Come Up to My Place"). El senyor Uperman s'uneix a la dama i al policia a la persecució, la qual cosa implica que Hildy roba el taxi.
Ozzie va al museu, però per error arriba a l'Museum of Natural History en lloc del Museum of Modern Art. Allà coneix a una antropòloga incipient, Claire de Loone. Està meravellada de la seva semblança amb un home prehistòric i li demana les seves mesures. Confon el seu interès científic amb l'interès romàntic, però, segons explica, està promesa de casar-se amb el famós jutge Pitkin W. Bridgework. Pitkin li ha ensenyat a aprendre a conèixer científicament els homes, però ella, com Ozzie, sovint rep carbasses ("Carried Away"). Tots dos tomben accidentalment un dinosaure. Waldo Figment, el professor que va construir el dinosaure, s'uneix a Uperman, el policia i la dama a la persecució.
Gabey es mofa per la ciutat. Sense amor, Nova York no és res més que una "ciutat solitària" ("Lonely Town").
Al Carnegie Hall, Ivy Smith està prenent classes de Madame Dilly, una borratxa que clarament no té coneixements d'entrenament vocal. Ivy no és tan glamurosa com el concurs de Miss Turnstiles l'ha fet sentir. En realitat, mentre estudia fer totes les coses que deien que era, no és res més que una "ballarina eròtica" a Coney Island. Quan Madame Dilly surt a omplir la petaca, entra Gabey. Li demana a Ivy que surti amb ell i, per sorpresa seva, ella accepta. Gabey se'n va extàticament. Madame Dilly aconsella a Ivy que trenqui la cita ja que "el sexe i l'art no es barregen" ("Carnegie Hall Pavane")
Ozzie acompanya Claire de tornada al seu apartament, on coneix el promès de Claire, Pitkin W. Bridgework. Intenten desesperadament explicar què fan junts, però a Pitkin no li importa ("I Understand"). Els deixa sols per anar a una reunió, recordant a Claire que es reuniran a Diamond Eddie's per celebrar el seu compromís. Els dos aprofiten el seu temps sols ("Carried Away (reprise)")
Hildy porta Chip i un munt de queviures al seu apartament, prometent cuinar per a ell. Chip insisteix que ha de marxar per trobar Ivy. Ella li diu que truqui a l'IRT, però es nega a donar a Chip la seva adreça o número de telèfon. Decideix que s'ha esforçat prou, i ell i Hildy estan a punt de fer-ho quan la seva companya d'habitació, Lucy Schmeeler, que torna del treball amb un refredat. Hildy finalment es desprèn d'ella, convencent-la d'anar a una pel·lícula refrigerada per aire. Hildy sedueix Chip, presumint dels seus talents, entre els quals destaca la seva cuina ("I Can Cook Too").
L'actitud de Gabey ha fet un total de 180 i se sent "afortunat de ser jo" ("Lucky to Be Me."). Ivy, a punt de conèixer Gabey a Nedick's, topa amb Madame Dilly, que li recorda que si no balla aquella nit, serà acomiadada i no podrà pagar a Madame Dilly per les seves lliçons. Madame Dilly amenaça amb fer pública la seva reputació i es veu obligada a aixecar Gabey.
Chip i Ozzie arriben a Nedick's amb Hildy i Claire ambdues vestides de Ivy Smith. Gabey no es deixa enganyar i els explica la història de com la va conèixer. Just en aquest moment, Madame Dilly arriba amb un missatge d'Ivy: no vindrà perquè en lloc d'això va escollir anar a una festa de luxe. Gabey està sola i abatuda, però Hildy li diu que pot aconseguir-li una cita: Lucy. Els cinc entren en un ball demostrant la vida nocturna de la ciutat.
Acte II
A Diamond Eddie's, els ballarins interpreten un número ("So Long Baby"). Gabey continua penjat amb Miss Turnstiles i Lucy encara no ha aparegut. Una cantant, Diana Dream, interpreta una cançó molt trista, "I Wish I Was Dead", que fa que Gabey se senti encara més trist. Truca a Lucy, després d'haver anat al Diamond Eddie a Yonkers. El grup decideix anar a Congacabana a proposta de Claire, però en sortir, topen amb Pitkin. Ozzie i Claire intenten explicar la situació, però com abans, tot el que Pitkin diu és ho entenc ("I Understand (reprise)"). La colla marxa cap a Congacabana mentre Pitkin es queda enrere a pagar el xec.
A la Congacabana, Dolores Dolores (la mateixa intèrpret que "Diana Dream") canta la mateixa cançó trista que abans, en castellà. Hildy la interromp, dient que havia rebut una petició de cantar. Hildy, així com Ozzie, Claire i Chip, intenten aixecar els ànims de Gabey recordant-li que pot comptar amb ells ("Ya Got Me"). Quan estan a punt de marxar cap a una altra discoteca, el Slam Bang Club, arriba Pitkin ("I Understand (reprise)"). Claire li diu una vegada més que pagui el xec, que també esperi a Lucy i vingui al Slam Bang més tard.
Al Slam Bang Club, Madame Dilly està en un estat d'embriaguesa. Gabey li pregunta on és Ivy i ella deixa escapar que és a Coney Island. Gabey fuig a buscar-la. En Chip i l'Ozzie, tements que no pugui tornar al vaixell a temps, se'n van corrents. En sortir, es troben amb Lucy i Pitkin. Claire una vegada més el deixa per anar amb Ozzie. Pitkin recorda tots els moments de la seva vida que va "entendre" i es va adonar que tothom l'ha interpretat com a ximple, inclosa Claire ("Pitkin's Song (I Understand)"). També vincula amb Lucy i tots dos s'uneixen a la persecució junt amb la petita vella, els agents de policia, Figment i Uperman.
Al metro, Gabey somia amb Coney Island i Ivy. Es produeix una seqüència de ball estesa amb Ivy i Gabey amb un somni en un partit de boxa ("Subway Ride / The Great Lover Displays Himself / The Imaginary Coney Island").
Els altres quatre s'han acabat de trobar amb Gabey i van a un altre vagó del metro. Es pregunten pel seu futur després que els homes hagin de tornar al vaixell ("Some Other Time").
A Coney Island, Ivy, juntament amb diverses noies més, balla en un espectacle anomenat Harem Scarem de Rajah Bimmy ("The Real Coney Island"). Gabey veu a Ivy i accidentalment li arrenca el seu vestit ja escàs. És detinguda per exposició indecent quan arriben els perseguidors i demanen que els altres siguin arrestats. Claire espera que Pitkin la tregui de la situació, però ell ja no confia en ella i fa portar els tres homes a les autoritats navals. Les noies pregunten a Pitkin si alguna vegada ha "comès una indiscreció", cosa que ell nega fermament. Just aleshores, esternuda de la mateixa manera que Lucy Schmeeler, posant en dubte la seva afirmació.
Quan el rellotge toca les sis, els mariners es preparen per tornar al vaixell. Just aleshores, les noies venen corrents cap a elles i els diuen que Pitkin ho entenia. S'acomiaden molt quan tres nous mariners abandonen el vaixell, desitjosos de tenir les seves pròpies aventures a la ciutat de Nova York ("New York, New York (reprise)/Finale Act II").

## Números musicals
| Acte I - Overture (The Star-Spangled Banner)—Orquesta - I Feel Like I'm Not Out of Bed Yet—Workmen - New York, New York—Ozzie, Chip i Gabey - Gabey's Comin'—Gabey, Ozzie, Chip i Girls* - Presentation of Miss Turnstiles—Announcer, Contestants, Ivy Smith i Manhattanites - Come Up to My Place—Hildy Esterhazy i Chip - Carried Away—Claire DeLoone i Ozzie - Carried Away (Encore)-Claire DeLoone i Ozzie - Lonely Town** / Pas de deux / Chorale—Gabey i Ensemble - Carnegie Hall Pavane (Do-Do-Re-Do)—Madame Dilly, Ivy i Dones del Carnegie Hall - I Understand (Verse)—Pitkin W. Bridgework - Carried Away (Reprise)-Ozzie i Claire - I Can Cook Too—Hildy Esterhazy - I Can Cook Too (Encore)-Hildy Esterhazy - Lucky to Be Me—Gabey i Companyia - Finale Act I: Times Square Ballet—Companyia | Acte II - Entr'acte—Orquesta - So Long, Baby—Diamond Eddie's Girls - I Wish I Was Dead—Diana Dream - I Understand (Recitative)-Pitkin - I Wish I Was Dead (Spanish)-Senorita Dolores Dolores - Ya Got Me—Hildy, Claire, Ozzie, i Chip - Ya Got Me (Encore)-Hildy, Claire, Ozzie, i Chip - I Understand (Recitative)-Pitkin - I Understand (Pitkin's Song)—Pitkin - Subway Ride / Imaginary Coney Island—Gabey, Ivy i Conjunt de ball - Some Other Time—Claire, Hildy, Ozzie i Chip - The Real Coney Island—Rajah Bimmy - Finale Act II: New York, New York (Reprise)—Companyia |

* Retallat de la producció original de Broadway, però a la partitura vocal publicada i a la producció actual de Broadway.

** ** Tot i que Sinatra no la va cantar a la pel·lícula, va gravar "Lonely Town" per al seu àlbum de 1957 Where Are You? en un arranjament de Gordon Jenkins .
Números retallats
- Ain't Got No Tears Left—Nightclub singer
- The Intermission's Great—Ensemble

## Premis i nominacions

### Revival de Broadway de 1972
| Any  | Premi               | Categoria                               | Nominat           | Resultat  |
| ---- | ------------------- | --------------------------------------- | ----------------- | --------- |
| 1972 | Premi Tony          | Millor actriu de repartiment de musical | Bernadette Peters | Nominada  |
| 1972 | Premi Theatre World | Premi Theatre World                     | Jess Richards     | Guanyador |

### Revival de Broadway de 1998
| Any  | Premi                      | Categoria                                | Nominat                               | Resultat  |
| ---- | -------------------------- | ---------------------------------------- | ------------------------------------- | --------- |
| 1998 | Premi Drama Desk           | Actriu destacada destacada en un musical | Lea DeLaria                           | Nominat   |
| 1998 | Premi Outer Critics Circle | Ressorgiment excepcional d'un musical    | Ressorgiment excepcional d'un musical | Nominat   |
| 1998 | Premi Theatre World        | Premi Theatre World                      | Lea Delaria                           | Guanyador |
| 1999 | Premi Tony                 | Millor actriu de repartiment de musical  | Mary Testa                            | Nominat   |

### Revival de Broadway de 2014
| Any  | Premi                      | Categoria                            | Nominat                          | Resultat  |
| ---- | -------------------------- | ------------------------------------ | -------------------------------- | --------- |
| 2015 | Premi Tony                 | Millor revival de musical            | Millor revival de musical        | Nominat   |
| 2015 | Premi Tony                 | Millor actor protagonista de musical | Tony Yazbeck                     | Nominat   |
| 2015 | Premi Tony                 | Millor direcció de musical           | John Rando                       | Nominat   |
| 2015 | Premi Tony                 | Millor coreografia                   | Joshua Bergasse                  | Nominat   |
| 2015 | Premi Drama Desk Award     | Revival excepcional d'un musical     | Revival excepcional d'un musical | Nominat   |
| 2015 | Premi Drama Desk Award     | Coreografia destacada                | Joshua Bergasse                  | Nominat   |
| 2015 | Premi Drama Desk Award     | Actriu destacada en un musical       | Elizabeth Stanley                | Nominat   |
| 2015 | Premi Outer Critics Circle | Revival excepcional d'un musical     | Revival excepcional d'un musical | Nominat   |
| 2015 | Premi Outer Critics Circle | Actor destacat en un musical         | Tony Yazbeck                     | Nominat   |
| 2015 | Premi Outer Critics Circle | Actriu destacada en un musical       | Megan Fairchild                  | Nominat   |
| 2015 | Premi Outer Critics Circle | Coreògraf destacat                   | Joshua Bergasse                  | Nominat   |
| 2015 | Premi Drama League         | Revival excepcional d'un musical     | Revival excepcional d'un musical | Nominat   |
| 2015 | Premi Drama League         | Actuació distingida                  | Tony Yazbeck                     | Nominat   |
| 2015 | Premi Theatre World        | Premi Theatre World                  | Megan Fairchild                  | Guanyador |
| 2015 | Premis Astaire             | Millor ballarí                       | Tony Yazbeck                     | Guanyador |
| 2015 | Premis Astaire             | Millor ballarí                       | Jay Armstrong Johnson            | Nominat   |
| 2015 | Premis Astaire             | Millor ballarí                       | Clyde Alves                      | Nominat   |
| 2015 | Premis Astaire             | Millor ballarina                     | Megan Fairchild                  | Nominat   |
| 2015 | Premis Astaire             | Millor coreograf                     | Joshua Begasse                   | Guanyador |